# Järvsö Anna
Järvsö Anna, född den 9 juni 1988 i Järvsö, död den 5 oktober 2017, var en svensk kallblodig travhäst. Hon är en av de mest betydelsefulla hästarna i svensk travsport och kallblodsavel, då hon är mamma till Järvsöfaks, som av många anses vara världens bästa kallblodstravare och avelshingst.

## Historia
Järvsö Anna fölades den 9 juni 1988 av Ingemar S. Persson i Järvsö, och sattes i träning hos brodern Jan-Olov. På våren 1990 åkte Persson in till Hagmyren och testade Järvsö Anna tillsammans med Järvsö Sara, utan någon större framgång. Båda stona förblev ostartade, och istället för att tävla fick de istället bli verksamma som avelsston. De båda stona betäcktes med Trons Trollmin i Norge, men bara Järvsö Anna blev dräktig.

### Avkommor
Hennes första avkomma Järvsölina föddes 1991, men kom aldrig till start. Järvsö Anna betäcktes istället med Perle Troll, och fölade därefter Järvsö Troll, som tog 32 segrar och sprang in ca. 1,2 miljoner kronor. Hennes tredje avkomma Hammering (efter Salsnes Troll) tog åtta segrar och sprang in 237 200 kronor.

#### Järvsöfaks
Då båda avelshingstarna Perle Troll och Salsnes Troll stod uppstallade i Hudiksvallstrakten, användes dessa flitigt av bröderna Persson. Den norske hingsten Trollfaks hade varit i träning hos Jan-Olov Persson, och han hade fått en gratis betäckningsrätt i honom. Han valde att använda den åt Järvsö Anna, och den 23 juni 1994 föddes henne fjärde avkomma Järvsöfaks, som kom att förändra den svenska kallblodssporten. Totalt tog Järvsöfaks 201 segrar, sprang in 21,3 miljoner kronor, och satte flera världsrekord. Han var även en av de viktigaste avelshingstarna inom kallblodsavel.

### Död
Totalt fick Järvsö Anna 16 avkommor mellan 1991 och 2011. Hon tilldelades avelsbedömningen "Elitsto" för sin utomordentliga förärvning. Hon avled den 5 oktober 2017.

## Lista över avkommor
| #  | Född | Hästnamn      | Far              | Farfar     | Kön    | Starter | Placeringar | Vinstsumma    |
| -- | ---- | ------------- | ---------------- | ---------- | ------ | ------- | ----------- | ------------- |
| 1  | 1991 | Järvsölina    | Trons Trollmin   | Troll Jahn | Sto    | 0       | 0-0-0       | 0 kr          |
| 2  | 1992 | Järvsö Troll  | Perle Troll      | Troll Jahn | Hingst | 121     | 32-14-7     | 1 249 600 kr  |
| 3  | 1993 | Hammering     | Salsnes Troll    | Troll Jahn | Valack | 45      | 8-5-7       | 237 200 kr    |
| 4  | 1994 | Järvsöfaks    | Trollfaks        | Troll Jahn | Hingst | 234     | 201-16-4    | 21 288 570 kr |
| 5  | 1998 | Klack Sanna   | Snärt Troll      | Troll Jahn | Sto    | 28      | 6-0-3       | 126 000 kr    |
| 6  | 1999 | Arigo         | Troll Jahn       | Jahn Sjur  | Hingst | 0       | 0-0-0       | 0 kr          |
| 7  | 2000 | Klack Jo      | Rigel Jo         | Alm Rigel  | Hingst | 89      | 22-12-10    | 963 031 kr    |
| 8  | 2001 | Klack Elli    | Lome Elden       | Elding     | Sto    | 0       | 0-0-0       | 0 kr          |
| 9  | 2003 | Klack Vittra  | Moe Odin         | Elding     | Sto    | 23      | 1-1-2       | 58 000 kr     |
| 10 | 2004 | Klack Ella    | Elding           | Rappfot    | Sto    | 93      | 5-7-4       | 472 200 kr    |
| 11 | 2005 | Klack Stjärna | Elding           | Rappfot    | Sto    | 41      | 2-4-5       | 154 100 kr    |
| 12 | 2006 | Klack Odin    | Moe Odin         | Elding     | Valack | 73      | 3-7-7       | 323 750 kr    |
| 13 | 2007 | Klack Molly   | Mörtvedt Jerkeld | Lome Elden | Sto    | 10      | 0-1-1       | 37 700 kr     |
| 14 | 2008 | Klack Kungen  | Lome Kongen      | Spikeld    | Valack | 64      | 1-4-11      | 245 500 kr    |
| 15 | 2010 | Klack Vickan  | Alm Viktor       | Rigel Jo   | Sto    | 85      | 3-4-8       | 287 500 kr    |
| 16 | 2011 | Klack Viktor  | Alm Viktor       | Rigel Jo   | Valack | 47      | 1-5-4       | 162 000 kr    |

## Stamtavla
| Efter Lapp Nils 1976 | Lapp Lasse 1966 | Junius 1950    | Remin 1937        |
| Efter Lapp Nils 1976 | Lapp Lasse 1966 | Junius 1950    | Juno 1945         |
| Efter Lapp Nils 1976 | Lapp Lasse 1966 | Solbalett 1956 | Solo 1930         |
| Efter Lapp Nils 1976 | Lapp Lasse 1966 | Solbalett 1956 | Åby Lissa 1948    |
| Efter Lapp Nils 1976 | Turita 1961     | Pavin 1945     | Pavegutt 1934     |
| Efter Lapp Nils 1976 | Turita 1961     | Pavin 1945     | Tømra 1933        |
| Efter Lapp Nils 1976 | Turita 1961     | Ceirita 1951   | Ceres 1928        |
| Efter Lapp Nils 1976 | Turita 1961     | Ceirita 1951   | Eicer Bruden 1941 |
| Undan Vinjänta 1982  | Svintor 1967    | Bestmin 1962   | Steggbest 1947    |
| Undan Vinjänta 1982  | Svintor 1967    | Bestmin 1962   | Mindi 1956        |
| Undan Vinjänta 1982  | Svintor 1967    | Vinta 1954     | Tofteruggen 1949  |
| Undan Vinjänta 1982  | Svintor 1967    | Vinta 1954     | Atlas Vira 1945   |
| Undan Vinjänta 1982  | Steggjänta 1971 | Steggbest 1947 | Stegg 1937        |
| Undan Vinjänta 1982  | Steggjänta 1971 | Steggbest 1947 | Grasiøs 1941      |
| Undan Vinjänta 1982  | Steggjänta 1971 | Jäntungen 1949 | Solo 1930         |
| Undan Vinjänta 1982  | Steggjänta 1971 | Jäntungen 1949 | Mollvi 1937       |